# Romani d'Africa
I  Romani d'Africa  erano la popolazione nordafricana di cultura romanizzata e contraddistinta da specifiche varianti del latino, entro un periodo che va all'incirca dalla conquista romana nell'antichità a quella araba nell'Alto Medioevo.
I Romani d'Africa vivevano in tutte le città costiere dell'odierna Tunisia, Libia occidentale e Algeria orientale. Quest'area fu in seguito ribattezzata dai Berberi col nome di Ifriqiya, direttamente mutuato da quello della provincia romana.
I Romani d'Africa erano generalmente berberi o punici romanizzati, ma comprendevano anche persone, come legionari e senatori, provenienti dalla stessa Roma o dalle diverse regioni dell'impero.

## Storia
I Romani d'Africa adottarono all'inizio il pantheon romano durante il periodo repubblicano, ma in seguito furono fra i primi abitanti provinciali a convertirsi al Cristianesimo: fra le sue figure più note si possono citare santa Perpetua e Felicita, san Cipriano e sant'Agostino. A differenza dei cosiddetti Mauri, che abitavano perlopiù l'estremità occidentale del Nordafrica ed erano scarsamente romanizzati, Romani d'Africa quali Septimius Severus e il già menzionato Aurelius Agustinus riportavano nomi latini oltre a parlare latino.

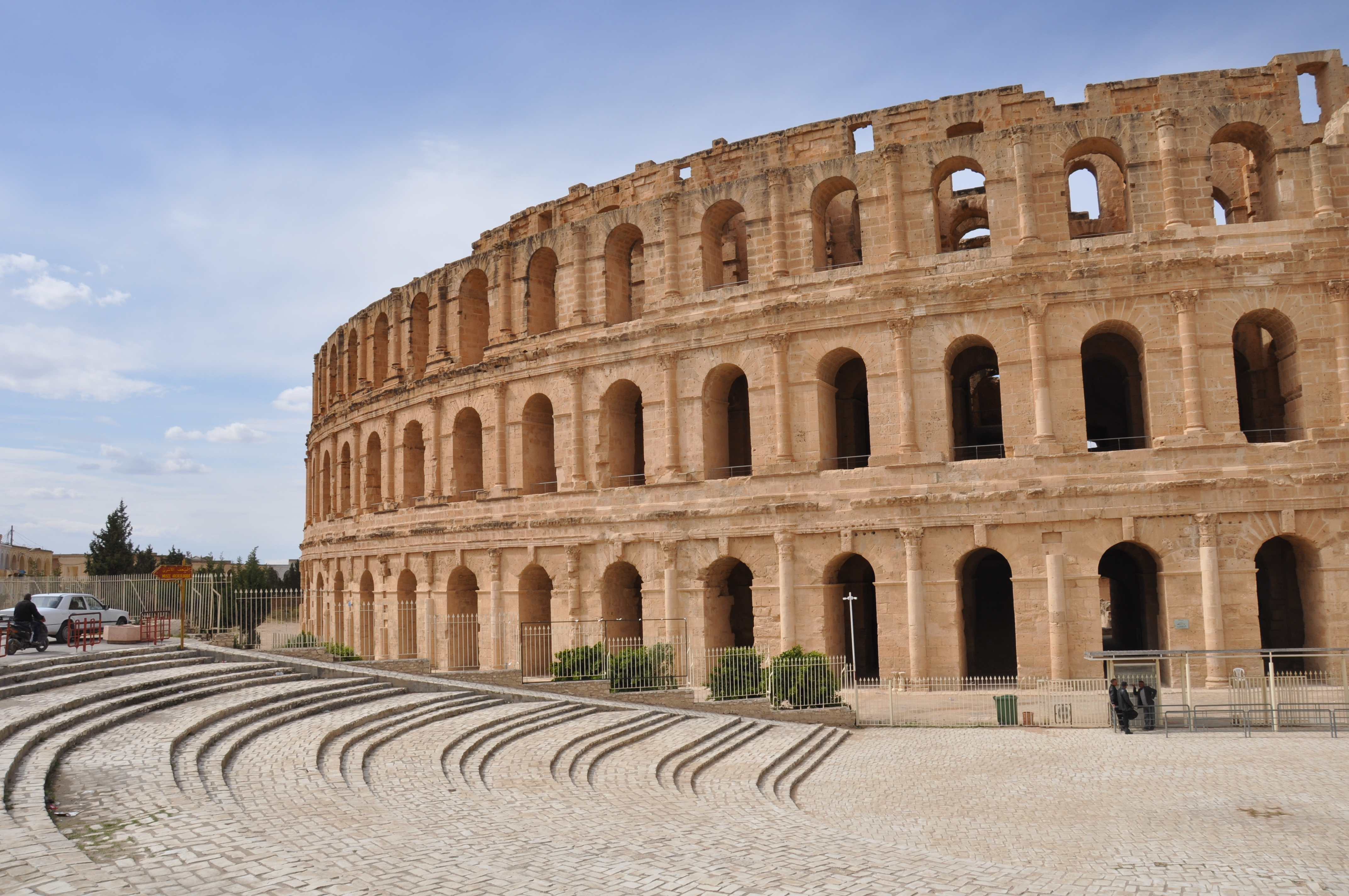
L'Anfiteatro romano di El Jem (Tunisia).

La provincia africana era una delle più ricche, superata solo dall'Egitto, dalla Siria e dalla stessa Italia; in conseguenza di ciò, genti provenienti da tutto l'impero vi si trasferivano. Un consistente numero di veterani dell'esercito viveva nell'Africa nordoccidentale presso lotti di terra ricevuti per il loro servizio.
Ciononostante, la presenza militare romana in Africa è stata relativamente esigua, consistendo di circa 28.000 soldati e ausiliari in Numidia. A partire dal II secolo d.C., queste postazioni furono gestite dai nativi del luogo. Una rilevante comunità di parlata latina si sviluppò da tale contesto multietnico, convivendo con le popolazioni di lingua berbera e punica. Le forze imperiali cominciarono così ad attingere dalla popolazione locale.
Alla caduta dell'Impero romano d'Occidente, quasi tutta la provincia africana era stata completamente romanizzata, a detta di Mommsen nel suo The Provinces of the Roman Empire, e aveva raggiunto elevati livelli di prosperità, che lambiva parzialmente anche territori in cui risiedevano popolazioni al di fuori del limes, quali i Garamanti e i Getuli.

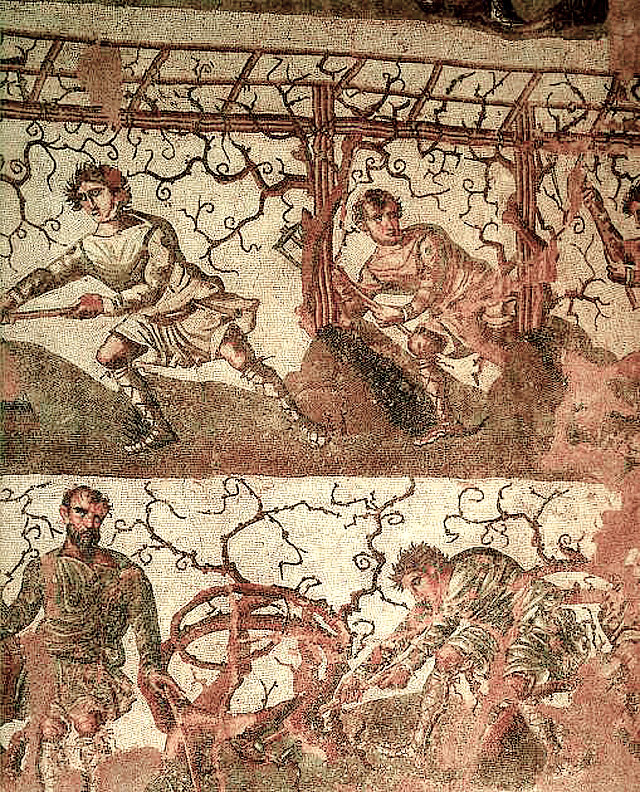
Mosaico dei lavoratori della vigna di Cesarea in Mauretania

La popolazione romana d'Africa preservò la lingua latina e la religione cattolica fino alla conquista islamica, a partire dalla quale essa si convertì gradualmente alla religione politicamente dominante. Con la creazione del Regno Normanno d'Africa il cristianesimo ebbe nuovo impulso, ma con la successiva riconquista musulmana si intensificarono le persecuzioni fino alla totale estinzione del cristianesimo latino nel Maghreb sotto la dinastia almohade, nel XII secolo. Nonostante il processo di assimilazione, il latino locale costituì una significativa parte di substrato nelle moderne varianti berbere e arabe maghrebine.
Contribuì a questa scomparsa anche l’esilio verso l’Europa. Arthur Pellegrin scrisse che «dal 647, data della battaglia di Cartagine in cui l’esercito bizantino del patrizio Gregorio fu sconfitto dagli Arabi, fino alla presa di Cartagine verso il 700 da parte dell’emiro Hassan ibn al-Nu'man, si verificò un esodo continuo degli abitanti dei porti, delle città e dei villaggi dell’interno verso la Sicilia, la Spagna, la Sardegna e l’Italia», «cristiani che temevano di passare sotto il giogo dell’Islam e preferivano abbandonare la loro patria e i loro beni».
Anche Charles Diehl, storico di Bisanzio, notava che, dopo la caduta di Cartagine, «una parte della popolazione ebbe il tempo di imbarcarsi, e cercò asilo nelle isole vicine alla costa, in Sicilia e persino nei possedimenti che l’impero conservava ancora nell’Estremo Occidente»; più avanti aggiungeva che «intorno al 717, il califfo Omar II tolse ai cattolici i loro privilegi; dovettero convertirsi o lasciare il paese. Molti emigrarono, si recarono in Italia, in Gallia, fino alle estremità della Germania; un numero ancora maggiore abiurò».
Questo tema fu ripreso da alcuni europei d’Algeria francese, i cosiddetti “pieds-noirs”, dopo l’esodo del 1962. Tale popolazione di origine latina aveva da sempre preso l’abitudine di considerarsi erede dei romano-africani dell’Antichità e del popolo di sant’Agostino. Nel suo libro "L’Islam et la guerre d’Algérie", pubblicato nel 1977, Alfred Boissenot traccia così un parallelo tra i due eventi:
«Erano dunque passati poco più di cent’anni da quando le Chiese d’Africa godevano della pace sotto la protezione degli imperatori di Costantinopoli, quando, nel 647, Arabi provenienti dalla Tripolitania invasero l’Africa settentrionale. Intorno all’anno 708, un gran numero di cristiani, desiderosi di sfuggire al giogo musulmano, s’imbarcarono per la Spagna, la Grecia o l’Italia, rivolgendo un eterno addio al suolo della patria. Questo esodo prefigurava in modo sorprendente quello dei Francesi d’Algeria nel 1962, più di dodici secoli dopo! Quanto ai cristiani che rimasero, dovettero subire la legge del vincitore, vale a dire convertirsi all’islamismo o pagare il tributo prescritto dal Corano».
Tuttavia, spiega una rivista specializzata, il cristianesimo latino sopravvisse ancora per qualche tempo alla conquista araba e, «sebbene tale esodo fosse massiccio, non fu tuttavia totale, e questo fatto induce a parlare di una sopravvivenza cristiana nel Maghreb: la cosa sorprendente è che alcuni cristiani, improvvisamente decimati e privati di ogni apporto spirituale, siano riusciti, in certe regioni isolate, a perpetuarsi per più di cinque secoli».
I conquistatori musulmani nel settimo secolo usarono in effetti distinguere tre distinte categorie di popolazioni nell'Africa nordoccidentale: quella straniera di Rūm (Bisanzio) e residente a Byzacena, nella quale si concentravano le elite amministrative e militari di parlata greca; i Rūm Afāriqah, cioè i Romani d'Africa, rappresentanti l'autoctona comunità di lingua latina nelle aree urbane; e infine i Barbar ( بربر ), gli agricoltori Berberi che popolavano gran parte dell'entroterra rurale.
(Paul MacKendrick, The North African Stones Speak (1969), UNC Press, 2000, p.326)